# Eva e Adamo
Eva e Adamo è un film del 2009 diretto da Vittorio Moroni.

## Trama
Il film racconta le storie di tre donne; Erika a 76 anni, eva dopo due matrimoni, decide di sposare un trentacinquenne senegalese che ha lasciato il suo Paese, la moglie e i tre figli pur di inseguire il suo sogno di calciatore.
Deborah è invece molto giovane, ha appena vent'anni, e sfrutta il suo corpo e la sua bellezza per ottenere parti in film pornografici. Il suo compagno Filippo è un ex detenuto, che inizialmente non dà peso alle nuove cospicue entrate della ragazza.
Veronica, 35 anni, ha deciso di cambiare vita quando le è scomparso il fidanzato, appena diciottenne: da quel momento si è dedicata agli altri e, proprio mentre svolgeva la professione di infermiera a Lourdes, fece la conoscenza del suo attuale compagno, un malato di sclerosi multipla con il quale attualmente vive a Reggio Emilia.